# Blake Palmer
Blake Palmer (ur. 9 marca 1960 w Los Angeles) – amerykański aktor i reżyser filmów pornograficznych.

## Życiorys

### Wczesne lata
Urodził się i dorastał w Los Angeles. Jego matka była tancerką burleski. Dorastał w Newport Beach w stanie Kalifornia. W młodości fascynował się surfingiem i motocyklami.

### Kariera
Pod koniec lat 70., po spotkaniu i zaprzyjaźnieniu się z Suze Randall na imprezie przy basenie, zainteresował się karierą w branży rozrywki dla dorosłych. Był klientem słynnego agenta branżowego Jima Southa i brał udział w sesjach dla różnych magazynów dla dorosłych, w tym „Hustler”. Jego matka kupowała kopie wszystkich magazynów dla dorosłych, w których Palmer był przedstawiany jako nagi model, i zakrywała taśmą wyraźne ujęcia genitaliów, zanim pokazała te magazyny swoim przyjaciołom.
Debiutował przed kamerą w wieku 20 lat w realizacji Caballero Home Video Suze’s Centerfolds Film 26: She Came From Outer Space (1980) z Danielle. Od kolegów z branży porno otrzymał przezwisko „The Wedge” (Klin). Występował w ponad 700 filmach, w tym Casanova II (1982) w roli faceta w wiadomościach z Johnem Holmesem, Taboo III (1984) jako Brian McBride z Kay Parker, Joys of Erotica 110 (1984) z Traci Lords, Blonde Desire (1985) z Amber Lynn, Foxy Lady 5 (1986) w reż. Saschy Alexandra z Keishą, Sex Beat (1986) w reż. Rona Jeremy’ego z Barbarą Dare, Harlem Candy (1987) z Lois Ayres, Crocodile Blondee 2 (1988) jako Tony, Oral Ecstasy 5 (1989) z Ginger Lynn, Oriental Temptations (1992) z Porsche Lynn, Starbangers 4 (1993) z Tracey Adams, Sex Asylum 4 (1993) w reż. Paula Thomasa w roli lekarza transwestyty czy Ultimate Swimming Pool Orgy 2 (1997) z Brooke Ashley. Wziął udział w gejowskich produkcjach – Falconhead 2: The Maneaters (1984) w roli fotografa i Screen Play (1984) w scenie masturbacji w pokoju hotelowym.
1 października 1997 zadebiutował jako reżyser filmu West Coast Productions Fresh Hot Babes 3. W 2006 został wpisany do Galerii Sław XRCO zarządzanej przez X-Rated Critics Organization. W filmie World’s Biggest Gang Bang 3: Houston 620 (1999), uhonorowanym AVN Award jako najlepiej sprzedająca się taśma 1999, gdzie wystąpili m.in. Ron Jeremy, Evan Stone i Brian Surewood, wziął udział w scenie seksu grupowego. Po występie w Bound Gangbangs: 19 Year Old with Big Natural Tits Gets Dicked Down by 5 Older Men (2011), wycofał się z branży porno.

## Życie prywatne
Spotykał się z aktorką porno Houston (1995) i o 20 lat młodszą Cheryl Marie Murphy (1999) z niedoborem wzrostu, lepiej znaną jako aktorka porno Bridget Powers, która pojawiała się także w filmach: Niebezpieczny umysł (Confessions of a Dangerous Mind, 2002), Tamten świat samobójców (Wristcutters: A Love Story, 2006) i S.W.A.T. Jednostka Specjalna (S.W.A.T., 2003).

## Nagrody
| Rok  | Nagroda    | Kategoria                                | Film                             | Pozostali wykonawcy                                                     |
| ---- | ---------- | ---------------------------------------- | -------------------------------- | ----------------------------------------------------------------------- |
| 1985 | XRCO Award | Najlepsza scena seksu grupowego          | Stud Hunters (1984)              | Pippi Anderson, Paul Barresi, David Cannon, Steve Douglas i Dick Turpin |
| 1989 | AVN Award  | Najlepsza scena seksu grupowego na wideo | Ghostess with the Mostess (1988) | Joey Silvera, Aja, Dana Lynn i Lisa Bright                              |
| 1990 | XRCO Award | Najlepsza scena seksu grupowego          | Gang Bangs II (1989)             | Marc Wallice, Randy West, Jesse Eastern i Debi Diamond                  |
| 1990 | AVN Award  | Najlepsza scena seksu grupowego na wideo | Gang Bangs II (1989)             | Marc Wallice, Randy West, Jesse Eastern i Debi Diamond                  |
| 2006 | XRCO Award | Sala sław XRCO Hall of Fame              | –                                | –                                                                       |